# Piper J-3 Cub
Piper J-3 Cub là một loại máy bay hạng nhỏ, đơn giản được hãng Piper Aircraft chế tạo giai đoạn 1937-1947.

## Biến thể

### Dân sự

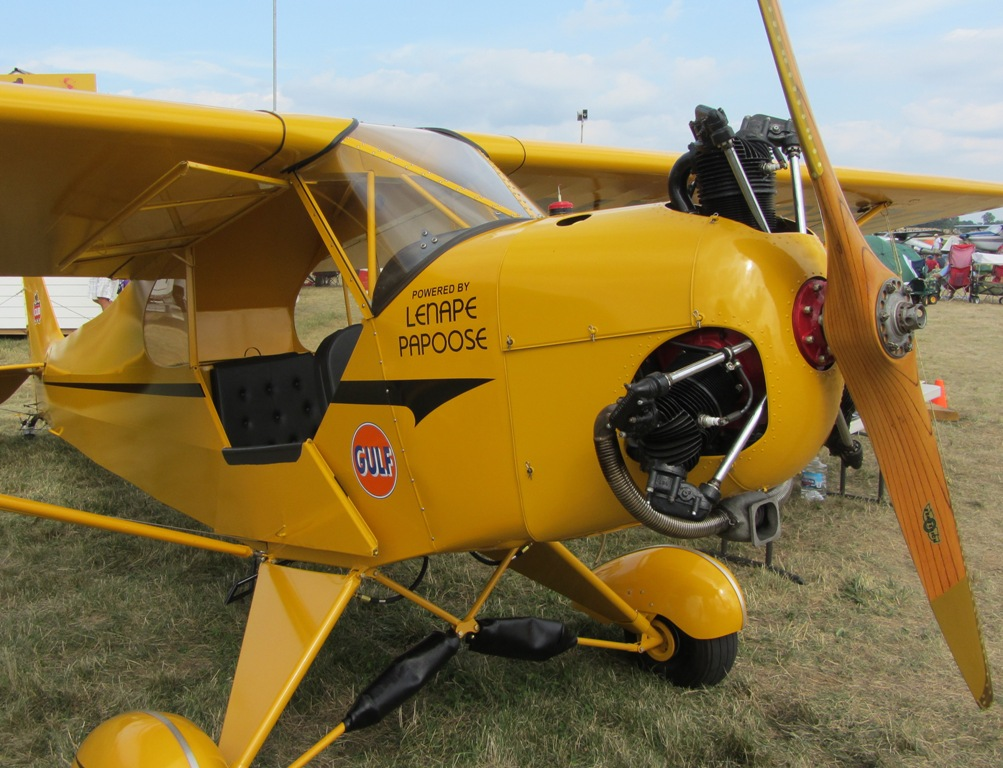
Piper J-3P

J-3
J3C-40
J3C-50
J3C-50S
J3C-65
J3C-65S
J3F-50
J3F-50S
J3F-60
J3F-60S
J3F-65
J3F-65S
J3L
J3L-S
J3L-65
J3L-65S
J3P
J-3R
J-3X
Cammandre 1

### Quân sự

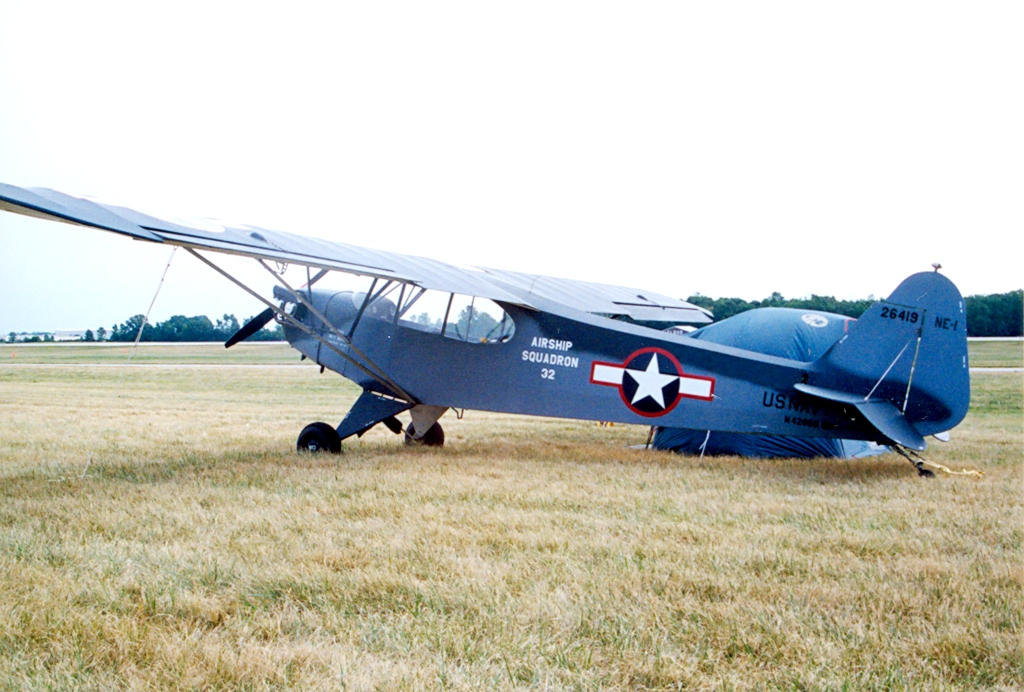
Piper NE-1

YO-59
O-59
O-59A
L-4
L-4A
L-4B
L-4C
L-4D
L-4H
L-4J
UC-83A
TG-8
LNP
NE-1
NE-2

## Quốc gia sử dụng

### Dân sự
Được sử dụng rộng rãi trong các trường huấn luyện bay cũng như thuộc sở hữu cá nhân.

### Quân sự
Paraguay
- Quân đội Paraguay

 Hàn Quốc
- Không quân Hàn Quốc

 Anh Quốc
- Không quân Hoàng gia

 Hoa Kỳ
- Không quân Hoa Kỳ
- Lục quân Hoa Kỳ
- Không quân Lục quân Hoa Kỳ
- Hải quân Hoa Kỳ

## Tính năng kỹ chiến thuật (J3C-65 Cub)

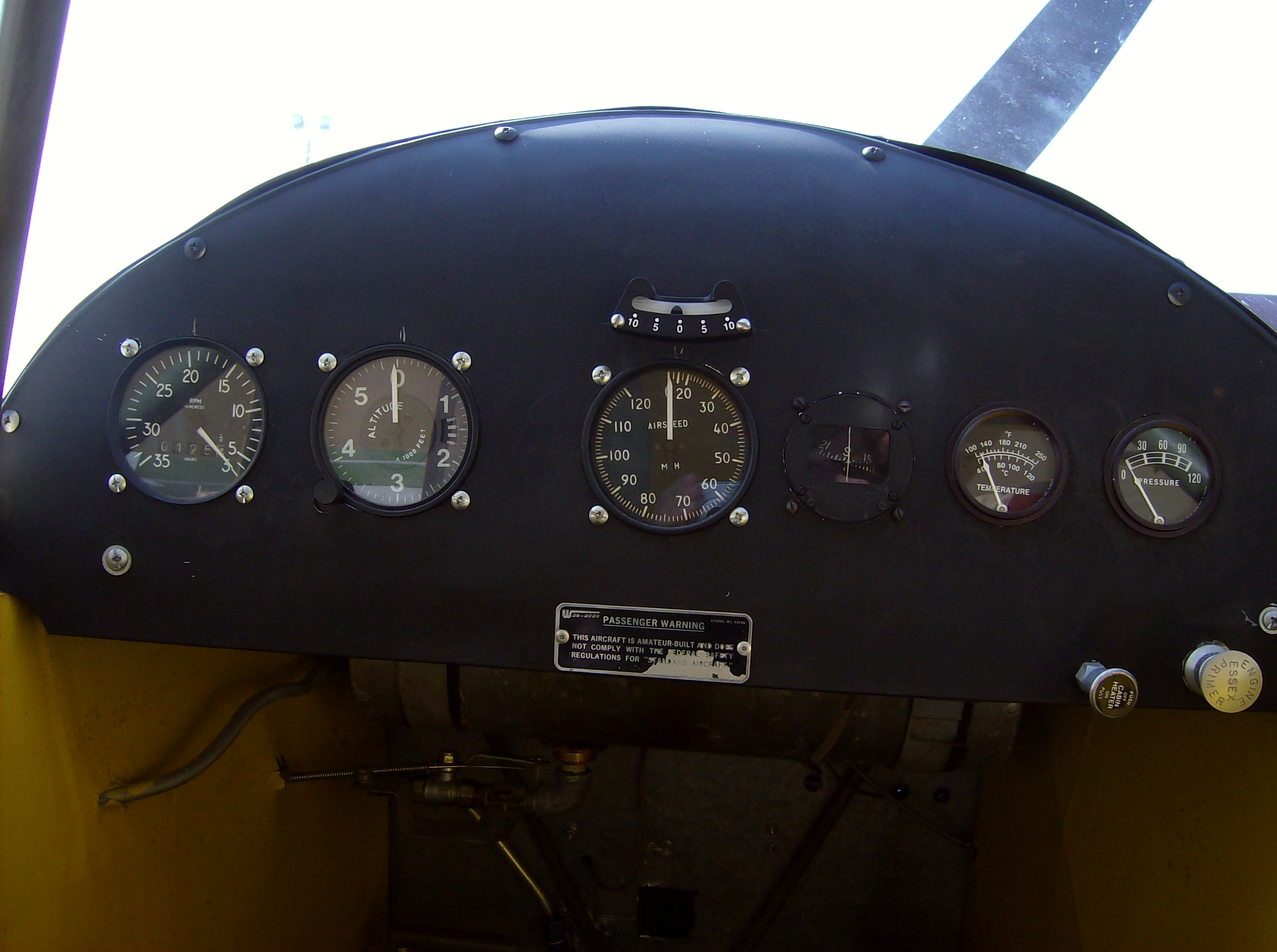
Buồng lái của Piper Cub.

Dữ liệu lấy từ The Piper Cub Story
Đặc điểm tổng quát
- Kíp lái: 1
- Sức chứa: 1 hành khách
- Chiều dài: 22 ft 5 in (6,83 m)
- Sải cánh: 35 ft 3 in (10,74 m)
- Chiều cao: 6 ft 8 in (2,03 m)
- Diện tích cánh: 178,5 ft² (16,58 m²)
- Trọng lượng rỗng: 765 lb (345 kg)
- Trọng tải có ích: 455 lb (205 kg)
- Trọng lượng cất cánh tối đa: 1.220 lb (550 kg)
- Động cơ: 1 × Continental A-65-8, 65 hp (48 kW) tại vòng tua 2.350

 Hiệu suất bay 
- Vận tốc cực đại: 76 kn (87 mph, 140 km/h)
- Vận tốc hành trình: 65 kn (75 mph, 121 km/h)
- Tầm bay: 191 NM (220 mi, 354 km)
- Trần bay: 11.500 ft (3.500 m)
- Vận tốc lên cao: 450 ft/phút (2,3 m/s)
- Tải trên cánh: 6,84 lb/ft² (33,4 kg/m²)
- Công suất/trọng lượng: 18,75 lb/hp (11,35 kg/kW)